# Барабан стационарного котла
Бараба́н стациона́рного котла́ (англ. Drum) — элемент стационарного котла, предназначенный для сбора и раздачи питательной воды, для отделения пара от воды, очистки пара, обеспечения запаса воды в котле.
К барабану котла присоединяются кипятильные и опускные трубы, питательные трубы, предохранительные устройства и контрольно-измерительные приборы. Внутри барабана котла размещаются сепарационные устройства.
Барабаны котлов изготовляют из листовой котельной стали толщиной от 13 до 40 мм (в зависимости от давления пара) имеет диаметр до 1000 мм со штампованными днищами и лазом. Внутреннюю часть объема барабана котла, при работе всегда заполненную водой до определенного уровня, называют водяным объемом, а заполненную паром при работе котла — паровым объемом.
Паровой объем необходим для сбора пара, образующегося в кипятильных трубах. Поверхность кипящей воды в барабане котла, отделяющая водяной объем от парового, называется зеркалом испарения, которое должно находиться между отметками низшего и высшего уровня воды в котле. Уровень воды, заключенный в этом объеме, в процессе парообразования непрерывно изменяется как в сторону повышения, так и в сторону понижения, но в пределах, установленных отметками уровня воды, что позволяет машинисту котла регулировать работу котла. Поверхность стенок котла, омываемая с внутренней стороны водой или паром, а с наружной — газами, называется поверхностью нагрева, поверхность нагрева измеряется в квадратных метрах. Поверхность нагрева определяют обычно со стороны, обогреваемой газами.